# Scoparia ochrotalis
Scoparia ochrotalis là một loài bướm đêm trong họ Crambidae.